# 金子稚子
金子 稚子（かねこ わかこ、1967年 - ）は、日本の編集者、ディレクター。ライフ・ターミナル・ネットワーク代表。一般社団法人日本医療コーディネーター協会顧問。終活ジャーナリストとして株式会社アンダーパレス所属。夫は流通ジャーナリストの金子哲雄。

## 来歴
1967年、静岡県清水市（のちの静岡県静岡市清水区）にて生まれた。地元の公立短期大学である静岡女子短期大学（のちの静岡県立大学短期大学部）に進学した。静岡女子短期大学を卒業したあとは、雑誌や書籍などを手掛ける編集者として活動した。また、広告制作ディレクターとしても活動する。その後、流通ジャーナリストの金子哲雄と結婚する。哲雄の闘病生活を支え、哲雄の死後は絶筆となった『僕の死に方――エンディングダイアリー500日』の執筆や編集制作補助などを手掛けた。
夫の死を通じて、自分の死のみに主眼を置いたエンディングノートや終活に対して、違和感を覚えるようになった。また、亡くなる者からの引き継ぎは遺された者の悲しみを軽減し心の支えになると気づき、この考えを伝えようと執筆活動や講演活動などに取り組むようになった。現在は株式会社LTN代表取締役、ライフ・ターミナル・ネットワーク代表として、いつか迎える「その時」のために、情報提供やワークショップの開催も行っている。そのほかにも、日本医療コーディネーター協会の顧問なども務める。
2017年、厚生労働省による「人生の最終段階における医療の普及・啓発の在り方に関する検討会」に構成員として参加。

## 著作

### 単著
- 『死後のプロデュース』（PHP新書、2013年）ISBN 9784569812885
- 『金子哲雄の妻の生き方　夫を看取った500日』（小学館文庫、2014年）
- 『アクティブ・エンディング』（河出書房新社、2015年）ISBN 9784309024219
- 『自分のため・家族のために今日から始める 50歳からのエンディング・ダイアリー』（駒草出版 、2022年）ISBN 9784909646637

### 編集等
- 金子哲雄『僕の死に方　エンディングダイアリー500日』（小学館、2012年）ISBN 9784093965200 → のち文庫（2014年）
- 『親の看取り』（宝島社、2016年）ISBN 978-4-8002-5583-9